# Martin Chevallaz
Pour les articles homonymes, voir Chevallaz.
Martin Chevallaz, né le 9 août 1948 à Lausanne et mort le 5 décembre 2024, est un officier et une personnalité politique suisse du canton de Vaud.
Il a notamment été responsable en Suisse romande de la campagne de l'Action pour une Suisse indépendante et neutre (ASIN) contre l'adhésion à l'Espace économique européen en 1992.

## Biographie

### Famille et carrière militaire
Martin Chevallaz est né le 9 août 1948 à Lausanne. Il est le fils du conseiller fédéral Georges-André Chevallaz et le frère du conseiller national et municipal radical lausannois Olivier Chevallaz.
Il choisit de faire carrière dans l'armée et obtient, en 1985, le grade de major, puis atteint, en 1992, le grade de lieutenant-colonel,. Sa campagne contre l'adhésion à l'Espace économique européen, traitée plus en détail ci-dessous, ralentit sa carrière militaire et ce n'est qu'en 1999 qu'il atteint le grade de brigadier et qu'il prend le commandement en tant que chef d'état-major du corps d'armée de montagne 3, après plusieurs années de travail administratif à Berne,. En 1987, il devient vice-président de la section lausannoise de la Société suisse des officiers, puis président l'année suivante,. Au tournant des années 1990, il prend la tête d'un groupe d'officiers vaudois opposés à la réforme Armée 95 (de) conduite par le conseiller fédéral Kaspar Villiger. Il fait également partie du comité d'officiers romands qui rédige un Manifeste pour une armée digne de ce nom, lui aussi opposé à Armée 95.

### Opposition à l'Espace économique européen
En 1992, lors de la campagne référendaire sur l'adhésion de la Suisse à l'Espace économique européen (EEE), Martin Chevallaz est l'un des principaux opposants en Suisse romande. Il estime notamment que la Suisse perdrait sa souveraineté en adhérant et que le Traité de Maastricht est d'inspiration socialiste, même s'il dit se sentir européen,. À la fin de l'année 1991, il devient responsable de la campagne de l'Action pour une Suisse indépendante et neutre (ASIN), qui le salarie à partir du mois d'août 1992,,. Pour pouvoir mener campagne, il doit en effet démissionner de son poste d'instructeur militaire à l'été 1992, un congé d'un an lui ayant été refusé par son commandant de corps, Jean-Rodolphe Christen,. À ce titre, Chevallaz participe à de nombreux débats dans l'ensemble de la Suisse romande. Il se retrouve en revanche en porte-à-faux avec le Parti radical-démocratique (PRD), dont il est également membre. Le 6 décembre 1992, l'adhésion à l'EEE est rejetée par le peuple suisse, mais le non n'atteint pas les 40 % qu'il avait espérés en Suisse romande.
Après la campagne, Martin Chevallaz n'est pas réintégré dans ses fonctions d'instructeur militaire. Il affirme qu'une telle réintégration lui aurait été promise, ce que conteste Jean-Rodolphe Christen. Il continue temporairement à travailler pour l'ASIN, dont il est vice-président pour la Suisse romande, puis obtient un poste administratif pour l'armée à Berne fin 1993, avant de retrouver un poste de commandement en 1999 avec le grade de brigadier. C'est pendant cette période, en 1993, qu'il décide de quitter le Parti radical-démocratique. En 1994, il démissionne de la vice-présidence de l'ASIN, association avec laquelle il est en désaccord au sujet de la création d'un corps suisse de casques bleus qu'il soutient. Il quitte plus tard l'ASIN elle-même en raison du ton qu'elle emploie dans ses campagnes.

### Parcours politique dans le canton de Vaud
En 2002, il adhère à l'Union démocratique du centre, même s'il n'apprécie pas toujours le style de communication de ce parti. Le 3 mars de la même année, il est élu de l'arrondissement de Pully au Grand Conseil du canton de Vaud,, où il siège jusqu'au 31 décembre 2005,,. En 2004, à la suite de la démission du socialiste Pierre Chiffelle, il se déclare candidat au Conseil d'État du canton de Vaud avant d'avoir obtenu l'accord de son parti. L'UDC, le Parti radical-démocratique et le Parti libéral lui apportent leur soutien. Il est toutefois clairement battu dès le premier tour de scrutin, obtenant 30 % des voix contre 63 % pour le socialiste Pierre-Yves Maillard. Fin 2005, il annonce son retrait de la vie politique après sa promotion au poste de commandant de la Brigade d'infanterie 2.
Nouveau changement de parti en 2011 toutefois, puisqu'il décide de quitter l'UDC en raison de l'évolution du parti, qu'il qualifie de « radicalisation ». En avril 2011, il est parmi les fondateurs de la section vaudoise du Parti bourgeois-démocratique (PBD) et en devient le premier président. En mars 2012, il est à nouveau candidat au Conseil d'État et obtient près de 6 % des voix,. Il démissionne de la présidence du PBD vaudois en août 2012 après un rapprochement entre le PBD et le Parti démocrate-chrétien (PDC) au niveau suisse.
Quelques années plus tard, il milite à nouveau au sein de l'UDC et se présente en 2016, sans succès, à l'exécutif de la commune d'Épalinges.
Martin Chevallaz est par ailleurs membre de plusieurs organisations écologistes telles que le WWF et l'Initiative des Alpes, mais également du mouvement Écologie libérale, avec lequel il s'engage en faveur d'une initiative populaire demandant la sortie du nucléaire en 2003,.

### Mort
Martin Chevallaz meurt le 5 décembre 2024 à l'âge de 76 ans,.